# Batalla de Don Cristóbal (1870)
La batalla de Don Cristóbal fue un combate librado durante la Rebelión Jordanista el 12 de noviembre de 1870 en la Provincia de Entre Ríos entre las fuerzas de Ricardo López Jordán y las nacionales al mando del general Juan Andrés Gelly y Obes. Aunque la caballería jordanista doblaba en número a la infantería de los nacionales, el combate fue indeciso. Ante la llegada de refuerzos al mando del general Ignacio Rivas, que acudieron en apoyo de Gelly y Obes, las fuerzas de López Jordán se retiraron del campo de batalla.